# Edmond Duysters
Edmond Emile Jacques Auguste Duysters, né le 26 mars 1871 à Lierre et mort le 13 août 1953 à Boechout fut un homme politique flamand, membre du parti catholique.
Fils d'un industriel du textile, il fut docteur en droit, conseiller communal (1903), puis échevin (1915) et bourgmestre (1921-22) à Berchem. Il fut élu député de l'arrondissement de Anvers (1913-21), à l'origine en suppléance de Jean-Baptiste de Winter.
Il fut condamné en 1922 pour fraude et spéculation avec des biens mis sous séquestre.

## Sources
- Bio sur ODIS